# Нарушение равенства прав и свобод человека и гражданина в уголовном праве России
Нарушение равенства прав и свобод человека и гражданина в уголовном праве России — деяние, являющееся преступным согласно статье 136 Уголовного кодекса РФ. Уголовная ответственность устанавливается за дискриминационные действия, то есть нарушение прав, свобод и законных интересов человека и гражданина в зависимости от его пола, расы, национальности, языка, происхождения, имущественного и должностного положения, места жительства, отношения к религии, убеждений, принадлежности к общественным объединениям или каким-либо социальным группам, совершенное лицом с использованием своего служебного положения. Статья крайне редко применяется на практике.

## Состав преступления

### Объект преступления
Основным непосредственным объектом данного преступления является установленное в Конституции Российской Федерации право каждого человека на равенство в правах и свободах.
Потерпевшим от преступления может являться любое лицо, в том числе граждане РФ, иностранцы и лица без гражданства.

### Объективная сторона преступления
Объективная сторона состава, предусмотренного ст. 136 УК РФ, в законе подробно не характеризуется. Дискриминация может выражаться как в форме действия, так и в форме бездействия. Значение имеет общая направленность действий субъекта на ущемление прав, свобод и законных интересов потерпевшего в зависимости от принадлежности его к определённым группам по различным признакам: религиозным, политическим, идеологическим, социальным.
Конкретное содержание действий может выражаться, например, в отказе от приёма на работу или учёбу, в оказании услуг или выполнении работ, в предоставлении информации и т.д.
Состав формальный: не требуется доказывать причинение какого-либо ущерба потерпевшему в результате дискриминационных деяний виновного. Окончено деяние с момента создания потерпевшему препятствий в реализации его прав и свобод, либо реализации его законных интересов.
Важным признаком деяния является его способ: использование служебного положения.

### Субъект преступления
Субъектом преступления является физическое вменяемое лицо, достигшее 16-летнего возраста, являющееся должностным лицом, либо выполняющее управленческие функции в коммерческой организации, а также представитель власти.

### Субъективная сторона преступления
Субъективная сторона характеризуется виной в форме прямого умысла.

## Порядок уголовного преследования
Ст. 136 УК РФ относится к делам публичного обвинения. Это означает, что дело может быть возбуждено как по заявлению потерпевшего или его законных представителей, так и без чьего-либо заявления.

## Квалифицирующие признаки
Квалифицированные составы данного деяния Уголовным кодексом РФ не предусмотрены.